# Myggblomster
Myggblomster (Hammarbya paludosa eller äldre namn Malaxis paludosa) är en växtart i familjen orkidéer.

## Utseende
Myggblomster är en flerårig ganska liten växt, ännu mindre än knottblomster. Den blir bara 5–15 cm hög, med en gulgrön färg och ett ax med gulgröna blommor högst upp på stängeln. Längst ned har växten ett par från stammens nedre lökligt uppsvällda stam utgående små blad med skottknoppar i bladkanterna.

## Växtplats
Myggblomster förekommer i nordligt tempererat klimat.
Myggblomster är en typisk myrväxt, och den brukar växa på de djupaste områdena i mossen. Den behöver inte särskilt högt kalk- eller näringsinnehåll i mossen, men den är ändå ganska ovanlig.

## Nomenklatur
Namnet myggblomster syftar troligtvis på att den har små "myggliknande" blommor.
Släktsnamnet Hammarbya som gavs orkidéen av Otto Kuntze syftar på Linnés Hammarby, där Carl von Linné bodde. paludosa betyder "växer i mossar".